# Peter-August Baath
Peter-August Baath (* 14. Mai 1872 in Trebbin, Kreis Teltow; † 29. September 1959 in Stuttgart) war ein deutscher Jurist. Er war Geheimer Regierungsrat, Mitarbeiter des Bundesamtes für das Heimatwesen und Beisitzer im Reichsversorgungsgericht.

## Leben
Er war der Sohn des Landgerichtsdirektors Baath und dessen Ehefrau Anna geborene Messerschmidt. Nach dem Besuch des Wilhelm-Gymnasiums in Berlin und des Königlichen Gymnasiums in Bromberg studierte Peter-August Baath Rechtswissenschaften an der Universität Berlin.
Am 1. März 1906 erfolgte seine Ernennung zum Landrichter in Stargard in Pommern, später wechselte er zurück nach Berlin, wo er am 1. Juli 1911 zum Geheimen Regierungsrat ernannt wurde. Gleichzeitig übernahm er eine leitende Funktion im Bundesamt für das Heimatwesen, die er in den nächsten Jahrzehnten ausübte. Dieses Bundesamt war ein oberes Verwaltungsgericht mit dem Sitz in Berlin und wurde 1940 aufgelöst. Zu diesem Zeitpunkt war Baath bereits pensioniert. Er starb 1959 im Stuttgarter Stadtbezirk Untertürkheim.
Bekannt wurde Peter-August Baath vor allem durch seine Erläuterung des Unterstützungswohnsitzgesetzes und verschiedener Fürsorgeverordnungen.

## Werke (Auswahl)
- (Hrsg.): Praktische Behandlung von Armenpflegefällen. Anleitung zur Behandlung von Armenpflegefällen, zur Verfolgung der daraus entstehenden Ansprüche und zur Verteidigung gegen Ansprüche anderer Armenverbände, Berlin 1914.
- Zum 50 jährigen Bestehen des Bundesamts für das Heimatwesen, Berlin 1921.
- (Mitwirkender): Verordnung über die Fürsorgepflicht vom 13. Februar 1924 einschließlich der für Voraussetzg, Art und Maß der Fürsorge geltenden Grundsätze und der Nebengesetze, sowie der einschlägigen landesrechtlichen Vorschriften. Gleichzeitig Nachtrag und Ergänzung zur 15. Auflage des Erläuterungsbuches zum Unterstützungswohnsitzgesetz, Berlin 1924.

## Familie
Er heiratete am 28. Mai 1906 in Berlin Margarete geborene Bergemann, die Tochter des Bankkassierers Otto Bergemann und dessen Ehefrau Anna geborene Hübotter. Aus der gemeinsamen Ehe gingen die Kinder Ilse (* 1907), Rolf (1909–1983) und Klaus (* 1914) hervor.